# Tommaso Brancaccio
Tommaso Brancaccio (Nápoles, ca. 1370/1380 – Roma, 8 de setembro de 1427) foi um cardeal napolitano da Igreja Católica, que foi bispo de Tricarico.

## Biografia
Sobrinho do Antipapa João XXIII por parte de mãe, era parente dos cardeais Landolfo Brancaccio (1294), Ludovico Bonito (1408), Niccolò Brancaccio (1378), Rinaldo Brancaccio (1384), Francesco Maria Brancaccio (1633) e Stefano Brancaccio (1681).
Eleito bispo de Pozzuoli pelo Papa Inocêncio VII no início de 1405, não chegou a tomar posse pois foi transferido para a sé de Tricarico, 30 de julho de 1405, onde tomou posse no dia 20 de setembro seguinte.
Foi criado cardeal em 6 de junho de 1411 por João XXIII, recebendo o título de cardeal-presbítero de São João e São Paulo. Foi nomeado como administrador apostólico de sua diocese até 1417 e nomeado administrador novamente em 11 de setembro de 1419.
Participou do Concílio de Constança e após a eleição do Papa Martinho V, teve confirmada as dignidades e benefícios. Ele foi para Tivoli com o Papa em 17 de junho de 1421. Em que pese ser sobrinho do antigo papa, não ocupou nenhum cargo de maior importância na Cúria.
Faleceu em 8 de setembro de 1427, em Roma. Seu corpo foi transferido para Nápoles e enterrado em um mausoléu, onde outros cardeais de sua família também foram enterrados, na Igreja de Ss. Angeli ad Nidum.